# Raúl Francisco Primatesta
Raúl Francisco Primatesta (14 de abril de 1919 - 1º de maio de 2006) foi um cardeal da Igreja Católica Romana da Argentina e Arcebispo Emérito de Córdova.

## Biografia
Primatesta nasceu em Capilla del Señor, Exaltación de la Cruz, província de Buenos Aires. Foi ordenado sacerdote em 1942 e eleito bispo titular de Tánais e nomeado Bispo-auxiliar de La Plata em 14 de junho de 1957 e tornou-se seu vigário geral. Em 12 de junho de 1961 foi nomeado primeiro Bispo de San Rafael, Mendoza, e quatro anos depois, em 16 de fevereiro de 1965, tornou-se arcebispo metropolitano de Córdoba. Desde 1970, ele fazia parte do corpo governante do Conferência Episcopal da Argentina, presidida por quatro ocasiões.
Primatesta foi elevada ao Cardeal-presbítero de Beata Virgem Maria das Dores na Piazza Buenos Aires em 5 de março de 1973 pelo Papa Paulo VI. Ele participou dos conclaves que elegeram papas João Paulo I e João Paulo II em 1978. Conforme exigido quando completou 75 anos em 1994, ele apresentou sua renúncia, mas João Paulo II aceitou somente em 1998. Primatesta continuou presidindo a Comissão Pastoral Social do Conferência Episcopal até 2002.
Primatesta sofria de um problema cardíaco crônico. Ele foi submetido a uma cirurgia cardíaca em 1995 e teve que remover bloqueios de duas artérias em janeiro de 2005. Em abril de 2005 ele teve que ser hospitalizado por duas semanas.
Ele morreu durante as primeiras horas de 1 de maio de 2006, aos 87 anos, em sua casa particular em Córdova, após uma complicação de sua condição cardiovascular. Seu funeral foi realizado na Catedral de Córdova, onde ele foi enterrado. O governo provincial decretou três dias de luto.

## Envolvimento político
O cardeal Primatesta foi considerado muito influente no funcionamento interno da Igreja Argentina e sua relação com o governo nacional. Ele estava ligado às principais figuras da ditadura militar do Proceso ; após sua queda em 1983, ele defendeu a posição da hierarquia católica na época e se opunha à autocrítica institucional, que a Igreja só iniciou depois que Primatesta perdeu sua posição dominante. O bispo emérito de Morón, Justo Laguna, chamou Primatesta de "um homem de pouco compromisso" (un hombre de jugarse poco) e observou que o cardeal nunca assumiu uma posição clara sobre a questão do assassinato do bispo Enrique Angelelli em 1976.
María Elba Martínez, advogada e advogada dos direitos humanos, declarou após a morte do Cardeal que "Primatesta levou grande parte da verdade [sobre a ditadura] ao seu túmulo, principalmente sobre os desaparecidos , o seqüestro de crianças e a cumplicidade do eclesiástico". hierarquia com a ditadura, com o objetivo de desmembrar ou enfraquecer os movimentos do Terceiro Mundo do Concílio Vaticano II ". Martínez disse ainda que Primatesta "foi útil" para os militares e que ele "nomeou pessoas" para eles.
Durante a década de 1990, o cardeal Primatesta foi um forte crítico das políticas neoliberais do presidente Carlos Menem (1989-1999), a quem ele encarregou de deixar para trás uma enorme quantidade de pobreza. Enquanto encarregado da Comissão Pastoral Social, pediu um "acordo social" para superar a crise econômica da Argentina e organizou reuniões de discussão para líderes sindicais, empresários e representantes do governo. Primatesta mediada também em muitos conflitos sociais, incluindo casos em que famílias desempregadas tomaram a Catedral de Córdova.
Em uma nota diferente, o cardeal defendeu a posição da Igreja sobre a contracepção a ponto de denunciar ao governador de Córdova, Ramón Mestre , a voz máxima para um programa provincial de saúde que incluía a entrega de preservativos perto da sede do Arcebispado.